# Puchar Zdobywców Pucharów (1982/1983)
XXIII Puchar Europy Zdobywców Pucharów 1982/1983

(ang. European Cup Winners’ Cup)

## 1/32 finału
| Aberdeen F.C. – FC Sion 7:0 i 4:1 1 18.08 1982 1:0 Black 2, 2:0 Strachan 21, 3:0 Hewitt 23, 4:0 Simpson 34, 5:0 Black 56, 6:0 McGhee 63, 7:0 Kennedy 82 2 01.09 1982 1:0 Hewitt 27, 2:0 Miller 61, 3:0 McGhee 64, 3:1 Brégy 69, 4:1 McGhee 72 |
| Swansea Town – SC Braga 3:0 i 0:1 1 18.08 1982 1:0 Charles 42, 2:0 Hadžiabdić 63, 3:0 Charles 87 2 25.08 1982 0:1 Marustić 87s |

## 1/16 finału
| Aberdeen F.C. – Dinamo Tirana 1:0 i 0:0 1 15.09 1982 1:0 Hewitt 10 2 29.09 1982 |
| Íþróttabandalag Vestmannaeyja – Lech Poznań 0:1 i 0:3 1 14.09 1982 0:1 Partyński 30 (mecz w Kópavogur) 2 29.09 1982 0:1 Okoński 7, 0:2 Niewiadomski 50, 0:3 Okoński 52 |
| Coleraine F.C. – Tottenham Hotspur 0:3 i 0:4 1 15.09 1982 0:1 Archibald 12, 0:2 Crooks 49, 0:3 Crooks 84 2 28.09 1982 0:1 Crooks 14, 0:2 Mabbutt 52, 0:3 Brooke 82, 0:4 Gibson 85 |
| Torpedo Moskwa – Bayern Monachium 1:1 i 0:0 1 15.09 1982 1:0 Petrakow 39, 1:1 Breitner 61 2 29.09 1982 |
| Łokomotiw Sofia – Paris Saint-Germain 1:0 i 1:5 1 15.09 1982 1:0 Milanow 15 2 28.09 1982 1:0 Bogdanow 15, 1:1 Toko 20, 1:2 Bathenay 66, 1:3 Toko 81, 1:4 N’Gom 85, 1:5 Lemoult 88 |
| Swansea Town – Sliema Wanderers 12:0 i 5:0 1 15.09 1982 1:0 Charles 16, 2:0 Loveridge 19, 3:0 Irwin 22, 4:0 Latchford 42, 5:0 Charles 50, 6:0 Loveridge 54, 7:0 Hadziabdić 60, 8:0 Walsh 62, 9:0 Walsh 68, 10:0 Rajkovic 75, 11:0 Walsh 79, 12:0 Stevenson 85 2 29.09 1982 1:0 Curtis 19, 2:0 Gale 38, 3:0 Curtis 45, 4:0 Gale 74, 5:0 Toshack 89 |
| Dynamo Drezno – Boldklubben af 1893 3:2 i 1:2 1 15.09 1982 1:0 Trautmann 8, 2:0 Trautmann 15, 2:1 Francker 49, 3:1 Pilz 80, 3:2 Madsen 90 2 29.09 1982 1:0 Pilz 10, 1:1 Larsen 72, 1:2 Madsen 82 |
| Waterschei Thor Genk – Red Boys Differdange 7:1 i 1:0 1 22.09 1982 1:0 Gudmundsson 8, 2:0 Berger 15, 3:0 Gudmundsson 20, 4:0 P.Janssen 22, 5:0 Vliegen 37, 6:0 Berger 55, 7:0 Coninx 72, 7:1 Di Domenico 80 2 29.09 1982 1:0 P.Janssen 30 |
| Austria Wiedeń – Panathinaikos AO 2:0 i 1:2 1 15.09 1982 1:0 Polster 6, 2:0 Steinkogler 10 2 29.09 1982 0:1 Anastasiadis 27, 1:1 Polster 53, 1:2 Haralambidis 78 |
| Galatasaray SK – FC Kuusysi 2:1 i 1:1 1 15.09 1982 1:0 Rasit 21, 1:1 Amminen 23, 2:1 Mustafa 29 2 29.09 1982 1:0 Hodžić 88, 1:1 Kallio 90 |
| Lillestrøm SK – FK Crvena zvezda 0:4 i 0:3 1 15.09 1982 0:1 Savić 38, 0:2 Janjanin 56, 0:3 Jovin 61, 0:4 Savić 71 2 29.09 1982 0:1 B.Dżurovski 3, 0:2 Djurić 13, 0:3 B.Dżurovski 59 |
| FC Barcelona – Apollon Limassol 8:0 i 1:1 1 15.09 1982 1:0 Maradona 6, 2:0 Schuster 35, 3:0 Victor 45, 4:0 Urbano 58, 5:0 Maradona 60, 6:0 Maradona 63, 7:0 Schuster 69, 8:0 Alexanko 81 2 29.09 1982 1:0 Moratalla 38, 1:1 Christodoniou 55 |
| Inter Mediolan – Slovan Bratysława 2:0 i 1:2 1 15.09 1982 1:0 Altobelli 78, 2:0 Sabalo 83 2 29.09 1982 1:0 H. Müller 10k, 1:1 Takač 25, 1:2 Bobek 78 |
| Limerick United – AZ '67 1:1 i 0:1 1 15.09 1982 1:0 Nolan 40, 1:1 Jonker 47 2 30.09 1982 0:1 Jonker 64 |
| IFK Göteborg – Újpest 1:1 i 1:3 1 15.09 1982 0:1 Kovacs 37, Strömberg 65 2 29.09 1982 0:1 Töröcsik 5, 1:1 Sendrei 10s, 1:2 S.Kiss 25, 1:3 S.Kiss 35 |
| FC Baia Mare – Real Madryt 0:0 i 2:5 1 15.09 1982 2 29.09 1982 1:0 Koller 12, 1:1 Juanito 15, 1:2 Isidro 32, 1:3 Garcia Hernández 45, 1:4 Santillana 46, 1:5 Metgod 71, 2:5 Buzgau 89 |

## 1/8 finału
| Aberdeen F.C. – Lech Poznań 2:0 i 1:0 1 20.10 1982 1:0 McGhee 55, 2:0 Weir 56 2 03.11 1982 1:0 Dougbell 59 |
| Tottenham Hotspur – Bayern Monachium 1:1 i 1:4 1 20.10 1982 1:0 Archibald 3, 1:1 Breitner 53 2 03.11 1982 0:1 D.Hoeness 17, 0:2 Horsmann 53, 1:2 Houghton 70, 1:3 Breitner 73, 1:4 K.H. Rummenigge 80                         |
| Swansea Town – Paris Saint-Germain 0:1 i 0:2 1 20.10 1982 0:1 Toko 71 2 03.11 1982 0:1 Kist 8, 0:2 Fernandez 76 |
| Boldklubben af 1893 – Waterschei Thor Genk 0:2 i 1:4 1 20.10 1982 0:1 P.Janssen 66, 0:2 Gudmundsson 72 2 03.11 1982 0:1 P.Janssen 2, 0:2 Plessers 25k, 0:3 Gudmundsson 42, 0:4 Vliegen 63, 1:4 Dalsborg 88                    |
| Galatasaray SK – Austria Wiedeń 2:4 i 1:0 1 20.10 1982 1:0 Sejdić 19, 2:0 Sejdić 35, 2:1 Steinkogler 43, 2:2 Polster 52, 2:3 Polster 71, 2:4 Gasselich 75 2 03.11 1982 1:0 Mustafa 63                                         |
| FK Crvena zvezda – FC Barcelona 2:4 i 1:2 1 20.10 1982 0:1 Maradona 10, 0:2 Maradona 48, 0:3 Schuster 64, 1:3 Janjanin 73, 2:3 Janjanin 75, 2:4 Schuster 82 2 03.11 1982 1:0 B.Dżurovski 55, 1:1 Schuster 57, 1:2 Alexanko 81 |
| AZ '67 – Inter Mediolan 1:0 i 0:2 1 20.10 1982 1:0 Tiktak 6 2 03.11 1982 0:1 Juary 4, 0:2 Altobelli 67 |
| Real Madryt – Újpest 3:1 i 1:0 1 20.10 1982 1:0 Santillana 33, 1:1 Kiss 36, 2:1 Juanito 37, 3:1 Santillana 90 2 03.11 1982 1:0 Santillana 62                                                                                  |

## 1/4 finału
| Bayern Monachium – Aberdeen F.C. 0:0 i 2:3 1 02.03 1983 2 16.03 1983 1:0 Augenthaler 10, 1:1 Simpson 39, 2:1 Pflügler 61, 2:2 McLeish 77, 2:3 Hewitt 78                        |
| Paris Saint-Germain – Waterschei Thor Genk 2:0 i 0:3 (dog) 1 02.03 1983 1:0 Fernandez 43, 2:0 Pilorget 57 2 16.03 1983 0:1 Gudmundsson 29, 0:2 R.Janssen 68, 0:3 P.Janssen 114 |
| Austria Wiedeń – FC Barcelona 0:0 i 1:1 1 02.03 1983 2 16.03 1983 1:0 Steinkogler 38, 1:1 Alexanko 44                                                                          |
| Inter Mediolan – Real Madryt 1:1 i 1:2 1 02.03 1983 1:0 Oriali 15, 1:1 Gallego 60 2 16.03 1983 1:0 Altobelli 21, 1:1 Salguero 51, 1:2 Santillana 57                            |

## 1/2 finału
| Aberdeen F.C. – Waterschei Thor Genk 5:1 i 0:1 1 06.04 1983 1:0 Black 1, 2:0 Simpson 4, 3:0 McGhee 68, 4:0 Weir 70, 4:1 Gudmundsson 75, 5:1 McGhee 83 2 19.04 1983 0:1 Voordeckers 72                    |
| Austria Wiedeń – Real Madryt 2:2 i 1:3 1 06.04 1983 1:0 Polster 4, 1:1 Santillana 6, 2:1 Magyar 20, 2:2 San José 53 2 20.04 1983 0:1 Santillana 10, 1:1 Juan José 68s, 1:2 Juanito 71, 1:3 Santillana 83 |

## Finał
| 11 maja 1983 Göteborg Nya Ullevi (17 804) Aberdeen F.C. – Real Madryt 2:1 (1:1, 1:1) Sędzia: Gianfranco Menegali (Włochy) Bramki: 1:0 Eric Black 7, 1:1 Juanito 15k, 2:1 John Hewitt 112 Aberdeen Football Club (trener Alex Ferguson): Jim Leighton – Alex McLeish, Doug Rougvie, John McMaster, Willie Miller (kapitan), Neale Cooper, Neil Simpson, Gordon Strachan, Eric Black, Mark McGhee (88 John Hewitt), Peter Weir Real Madrid Club de Fútbol (trener Alfredo Di Stéfano): Agustin Rodrigues „Augustin” – John Metgod, Juan José, Francisco Bonet Serrano „Bonet”, José Antonio Camacho (91 Isidro San José), Ricardo Gallego, Ángel de los Santos Cano „Angel”, Uli Stielike, Juan Gómez González „Juanito”, Carlos Santillana (kapitan), Isidoro Diaz (102 José Antonio Salguero) |